# Räcker det om jag älskar dig?
Räcker det om jag älskar dig? är en roman skriven av Katarina von Bredow, utgiven 2006.

## Handling
Det är en ungdomsroman som handlar om 19-åriga Fanny som är uppe i sitt första "riktiga" förhållande. Hennes kärlek heter Johan, eller Mr. Perfect som han kallas, och han har en egen lägenhet. Fanny själv bor fortfarande hemma hos sin alkoholberoende mamma, fast hon tillbringar stor del av sin tid hos pojkvännen. Men en dag upptäcker Fanny att allt inte står rätt till.
Fanny vill gärna tro att hon och Johan ska vara lyckliga ihop, men kan de bli det? När SO-läraren Finn erbjuder sitt stöd så tar Fanny tacksamt emot det, trots att allting ställs på sin spets.